# جين مونرو
جين مونرو هي كاتِبة وشاعرة كندية، ولدت في 3 ديسمبر 1943.